# Olympische Sommerspiele 1992/Leichtathletik – 400 m (Frauen)

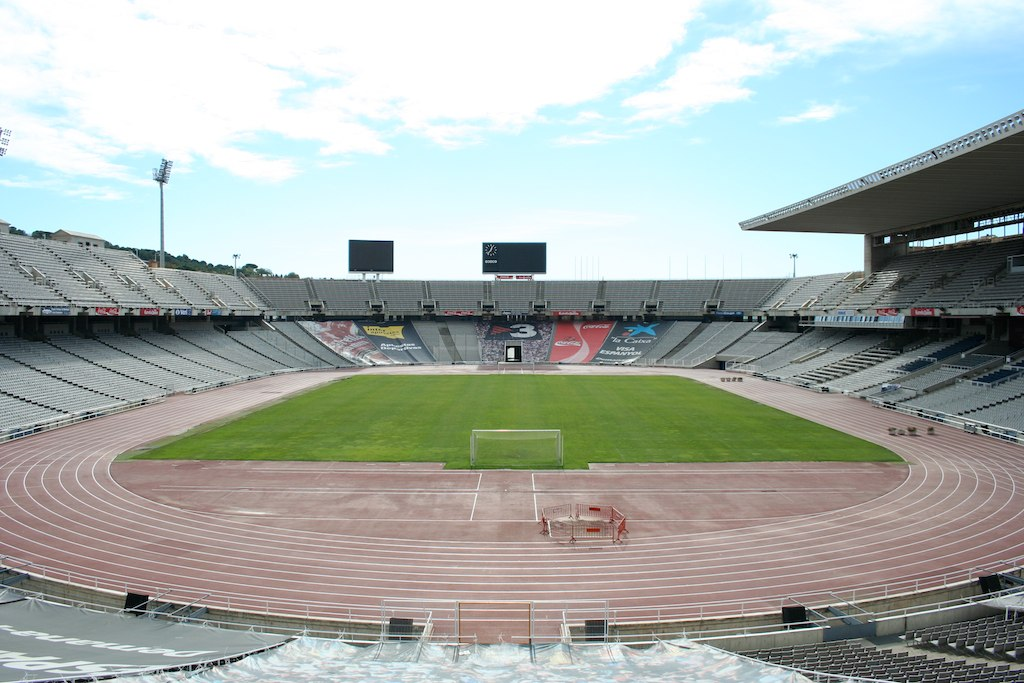
Das Olympiastadion von Barcelona im Jahr 2008

Der 400-Meter-Lauf der Frauen bei den Olympischen Spielen 1992 in Barcelona wurde am 1., 2., 3. und 5. August 1992 in vier Runden im Olympiastadion Barcelona ausgetragen. 41 Athletinnen nahmen teil.
Olympiasiegerin wurde die Französin Marie-José Pérec. Sie gewann vor Olha Bryshina aus dem Vereinten Team und der Kolumbianerin Ximena Restrepo.
Für Deutschland ging Anja Rücker an den Start. Sie schied im Viertelfinale aus.

Athletinnen aus der Schweiz, Österreich und Liechtenstein nahmen nicht teil.

## Aktuelle Titelträgerinnen
| Olympiasiegerin 1988                      | Olha Bryshina ( Sowjetunion)      | 48,65 s | Seoul 1988            |
| Weltmeisterin 1991                        | Marie-José Pérec ( Frankreich)    | 49,13 s | Tokio 1991            |
| Europameisterin 1990                      | Grit Breuer ( DDR)                | 49,50 s | Split 1990            |
| Panamerikanische Meisterin 1991           | Ana Fidelia Quirot ( Kuba)        | 49,61 s | Havanna 1991          |
| Zentralamerika und Karibik-Meisterin 1991 | Cathy Rattray-Williams ( Jamaika) | 53,37 s | Xalapa 1991           |
| Südamerika-Meisterin 1991                 | Maria Figueiredo ( Brasilien)     | 51,56 s | Manaus 1991           |
| Asienmeisterin 1991                       | Shiny Wilson ( Indien)            | 53,46 s | Kuala Lumpur 1991     |
| Afrikameisterin 1992                      | Omotayo Akinremi ( Nigeria)       | 52,53 s | Belle Vue Maurel 1992 |
| Ozeanienmeisterin 199                     | Kirsten Downie ( Neuseeland)      | 56,11 s | Suva 1990             |

## Bestehende Rekorde
| Weltrekord         | 47,80 s | Marita Koch ( DDR)           | Canberra, Australien      | 6. Oktober 1985    |
| Olympischer Rekord | 48,65 s | Olha Bryshina ( Sowjetunion) | Finale OS Seoul, Südkorea | 26. September 1988 |

Der bestehende olympische Rekord wurde bei diesen Spielen nicht erreicht. Die schnellste Zeit erzielte Olympiasiegerin Marie-José Perec mit 48,83 s im Finale am 5. August. Den olympischen Rekord verfehlte sie damit um achtzehn Hundertstelsekunden, den Weltrekord um 1,03 Sekunden.

## Vorrunde
Datum: 1. August 1992, 11:00 Uhr
Die Teilnehmerinnen traten zu insgesamt sechs Vorläufen an. Für das Viertelfinale qualifizierten sich pro Lauf die ersten vier Athletinnen. Darüber hinaus kamen die acht Zeitschnellsten, die sogenannten Lucky Loser, weiter. Die direkt qualifizierten Läuferinnen sind hellblau, die Lucky Loser hellgrün unterlegt.

### Vorlauf 1
| Platz | Name            | Nation                       | Zeit        |
| ----- | --------------- | ---------------------------- | ----------- |
| 1     | Natasha Kaiser  | USA                          | 51,41 s     |
| 2     | Ximena Restrepo | Kolumbien                    | 52,34 s     |
| 3     | Julia Merino    | Spanien                      | 52,90 s     |
| 4     | Juliet Campbell | Jamaika                      | 53,69 s     |
| 5     | Ruth Morris     | Amerikanische Jungferninseln | 54,37 s     |
| 6     | Prisca Philip   | Barbados                     | 55,09 s     |
| 7     | Fanta Dao       | Mali                         | 1:01,97 min |

### Vorlauf 2
| Platz | Name                | Nation              | Zeit    |
| ----- | ------------------- | ------------------- | ------- |
| 1     | Sandie Richards     | Jamaika             | 52,56 s |
| 2     | Jearl Miles         | USA                 | 52,79 s |
| 3     | Sandra Douglas      | Großbritannien      | 52,91 s |
| 4     | Jayamini Illeperuma | Sri Lanka           | 54,14 s |
| 5     | Charmaine Gilgeous  | Antigua und Barbuda | 55,48 s |
| 6     | Shermaine Ross      | Grenada             | 55,49 s |

### Vorlauf 3
| Platz | Name                | Nation         | Zeit    |
| ----- | ------------------- | -------------- | ------- |
| 1     | Elsa Devassoigne    | Frankreich     | 52,07 s |
| 2     | Olha Bryshina       | EUN            | 52,44 s |
| 3     | Michelle Lock       | Australien     | 52,49 s |
| 4     | Lorraine Hanson     | Großbritannien | 52,66 s |
| 5     | Tina Paulino        | Mosambik       | 52,93 s |
| 6     | Zoila Stewart       | Costa Rica     | 53,72 s |
| 7     | Mary-Estelle Kapalu | Vanuatu        | 55,75 s |

### Vorlauf 4
| Platz | Name                       | Nation      | Zeit    |
| ----- | -------------------------- | ----------- | ------- |
| 1     | Jillian Richardson-Briscoe | Kanada      | 51,99 s |
| 2     | Olga Nasarowa              | EUN         | 52,09 s |
| 3     | Norfalia Carabalí          | Kolumbien   | 52,18 s |
| 4     | Anja Rücker                | Deutschland | 52,24 s |
| 5     | Aïssatou Tandian           | Senegal     | 52,29 s |
| 6     | Susie Tanéfo               | Kamerun     | 53,37 s |
| 7     | Jacqueline Solíz           | Bolivien    | 56,78 s |

### Vorlauf 5
| Platz | Name                    | Nation         | Zeit    |
| ----- | ----------------------- | -------------- | ------- |
| 1     | Phylis Smith            | Großbritannien | 53,59 s |
| 2     | Marie-José Pérec        | Frankreich     | 53,64 s |
| 3     | Cathy Freeman           | Australien     | 53,70 s |
| 4     | Myra Mayberry-Wilkinson | Puerto Rico    | 53,75 s |
| 5     | Judit Forgács           | Ungarn         | 25,03 s |
| 6     | Ngozi Mwanamwambwa      | Sambia         | 54,88 s |
| 7     | Melrose Mansaray        | Sierra Leone   | 55,67 s |

### Vorlauf 6
| Platz | Name              | Nation           | Zeit        |
| ----- | ----------------- | ---------------- | ----------- |
| 1     | Rochelle Stevens  | USA              | 52,42 s     |
| 2     | Renée Poetschka   | Australien       | 52,85 s     |
| 3     | Jelena Rusina     | EUN              | 52,94 s     |
| 4     | Claudine Williams | Jamaika          | 52,97 s     |
| 5     | Alimata Koné      | Elfenbeinküste   | 53,76 s     |
| 6     | Noodang Pimpol    | Thailand         | 54,28 s     |
| 7     | Ruth Mangue       | Äquatorialguinea | 1:03,32 min |

## Viertelfinale
Datum: 2. August 1992, 19:55 Uhr
Aus den Viertelfinals qualifizierten sich pro Lauf die ersten vier Athletinnen (hellblau unterlegt) für das Halbfinale.

### Lauf 1

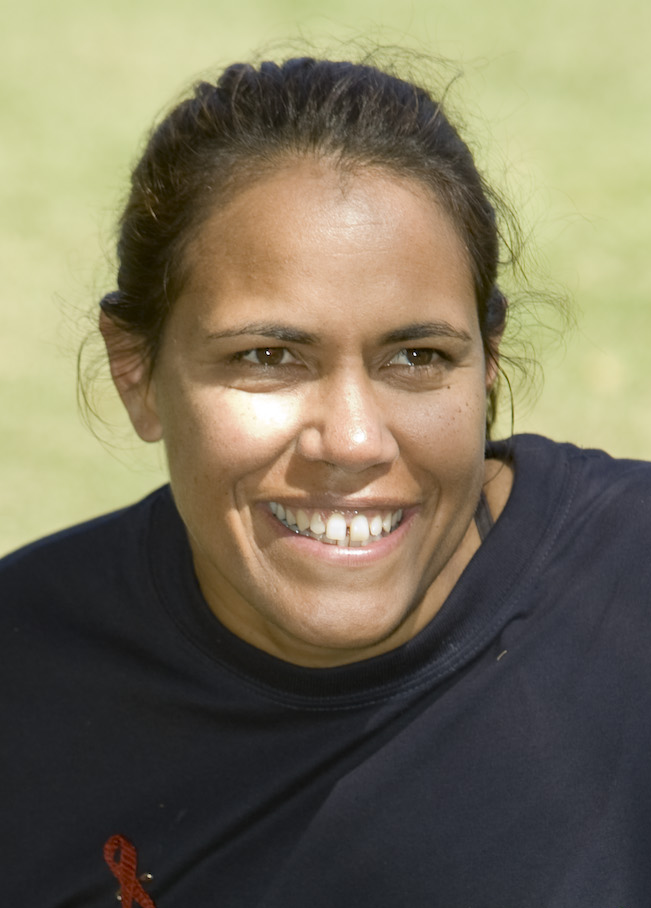
Für Cathy Freeman – 2000 Olympiasiegerin in Sydney – reichte es als Fünfte des ersten Viertelfinals hier nicht ins Semifinale

| Platz | Name                | Nation         | Zeit    |
| ----- | ------------------- | -------------- | ------- |
| 1     | Ximena Restrepo     | Kolumbien      | 50,63 s |
| 2     | Olha Bryshina       | EUN            | 50,68 s |
| 3     | Natasha Kaiser      | USA            | 50,71 s |
| 4     | Sandra Douglas      | Großbritannien | 51,41 s |
| 5     | Cathy Freeman       | Australien     | 51,52 s |
| 6     | Aïssatou Tandian    | Senegal        | 52,39 s |
| 7     | Jayamini Illeperuma | Sri Lanka      | 53,55 s |
| 8     | Judit Forgács       | Ungarn         | 54,24 s |

### Lauf 2
| Platz | Name                       | Nation                       | Zeit    |
| ----- | -------------------------- | ---------------------------- | ------- |
| 1     | Jillian Richardson-Briscoe | Kanada                       | 50,95 s |
| 2     | Jearl Miles                | USA                          | 51,27 s |
| 3     | Olga Nasarowa              | EUN                          | 51,30 s |
| 4     | Michelle Lock              | Australien                   | 51,71 s |
| 5     | Anja Rücker                | Deutschland                  | 52,05 s |
| 6     | Juliet Campbell            | Jamaika                      | 52,12 s |
| 7     | Tina Paulino               | Mosambik                     | 52,34 s |
| 8     | Ruth Morris                | Amerikanische Jungferninseln | 54,92 s |

### Lauf 3
| Platz | Name              | Nation         | Zeit    |
| ----- | ----------------- | -------------- | ------- |
| 1     | Phylis Smith      | Großbritannien | 51,32 s |
| 2     | Elsa Devassoigne  | Frankreich     | 51,75 s |
| 3     | Renée Poetschka   | Australien     | 52,05 s |
| 4     | Jelena Rusina     | EUN            | 52,23 s |
| 5     | Julia Merino      | Spanien        | 52,43 s |
| 6     | Claudine Williams | Jamaika        | 52,84 s |
| 7     | Susie Tanéfo      | Kamerun        | 53,78 s |
| 8     | Noodang Pimpol    | Thailand       | 54,90 s |

### Lauf 4
| Platz | Name                    | Nation         | Zeit    |
| ----- | ----------------------- | -------------- | ------- |
| 1     | Rochelle Stevens        | USA            | 50,70 s |
| 2     | Sandie Richards         | Jamaika        | 50,76 s |
| 3     | Marie-José Pérec        | Frankreich     | 50,89 s |
| 4     | Norfalia Carabalí       | Kolumbien      | 51,65 s |
| 5     | Myra Mayberry-Wilkinson | Puerto Rico    | 53,37 s |
| 6     | Lorraine Hanson         | Großbritannien | 53,60 s |
| 7     | Zoila Stewart           | Costa Rica     | 53,60 s |
| 8     | Alimata Koné            | Elfenbeinküste | 53,80 s |

## Halbfinale
Datum: 3. August 1992, 19:10 Uhr
Aus den beiden Halbfinals qualifizierten sich die jeweils ersten vier Läuferinnen (hellblau unterlegt) für das Finale.

### Lauf 1

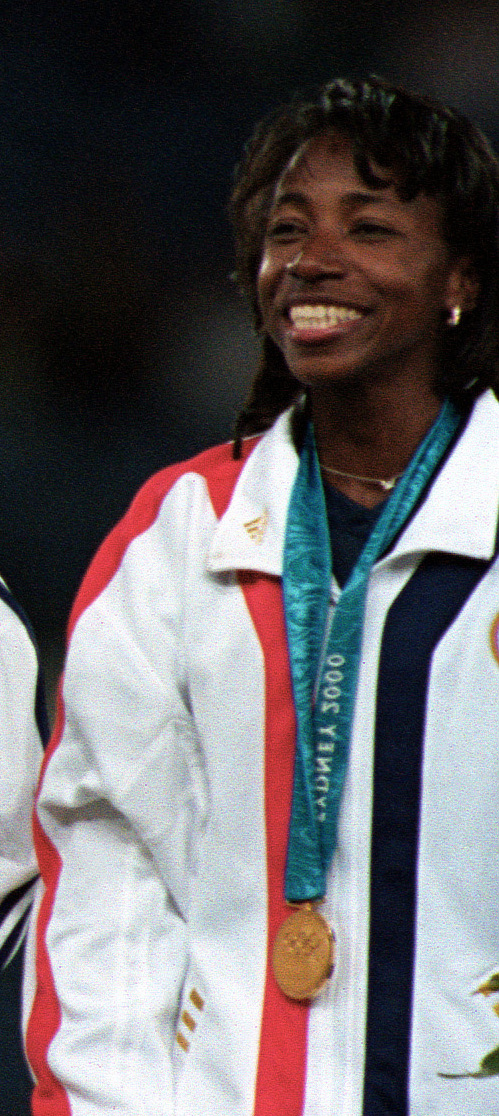
Jearl Miles – hier als Staffelsiegerin bei den Spielen 2000 – scheiterte als Fünfte des ersten Halbfinals

| Platz | Name             | Nation         | Zeit    |
| ----- | ---------------- | -------------- | ------- |
| 1     | Marie-José Pérec | Frankreich     | 49,48 s |
| 2     | Ximena Restrepo  | Kolumbien      | 49,76 s |
| 3     | Olha Bryshina    | EUN            | 49,76 s |
| 4     | Phylis Smith     | Großbritannien | 50,40 s |
| 5     | Jearl Miles      | USA            | 50,57 s |
| 6     | Natasha Kaiser   | USA            | 50,60 s |
| 7     | Michelle Lock    | Australien     | 50,78 s |
| 8     | Jelena Rusina    | EUN            | 51,30 s |

### Lauf 2
| Platz | Name                       | Nation         | Zeit    |
| ----- | -------------------------- | -------------- | ------- |
| 1     | Jillian Richardson-Briscoe | Kanada         | 50,02 s |
| 2     | Olga Nasarowa              | EUN            | 50,31 s |
| 3     | Sandie Richards            | Jamaika        | 50,35 s |
| 4     | Rochelle Stevens           | USA            | 50,37 s |
| 5     | Norfalia Carabalí          | Kolumbien      | 51,75 s |
| 6     | Sandra Douglas             | Großbritannien | 51,96 s |
| 7     | Renée Poetschka            | Australien     | 52,09 s |
| 8     | Elsa Devassoigne           | Frankreich     | 52,85 s |

## Finale
1988
Datum: 5. August 1992, 20:50 Uhr
| Platz | Name                       | Nation         | Zeit    |
| ----- | -------------------------- | -------------- | ------- |
| 1     | Marie-José Pérec           | Frankreich     | 48,83 s |
| 2     | Olha Bryshina              | EUN            | 49,05 s |
| 3     | Ximena Restrepo            | Kolumbien      | 49,64 s |
| 4     | Olga Nasarowa              | EUN            | 49,69 s |
| 5     | Jillian Richardson-Briscoe | Kanada         | 49,93 s |
| 6     | Rochelle Stevens           | USA            | 50,11 s |
| 7     | Sandie Richards            | Jamaika        | 50,19 s |
| 8     | Phylis Smith               | Großbritannien | 50,87 s |

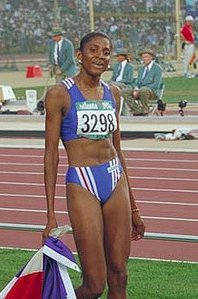
Marie-José Pérec wurde ihrer Favoritenrolle gerecht und gewann Gold

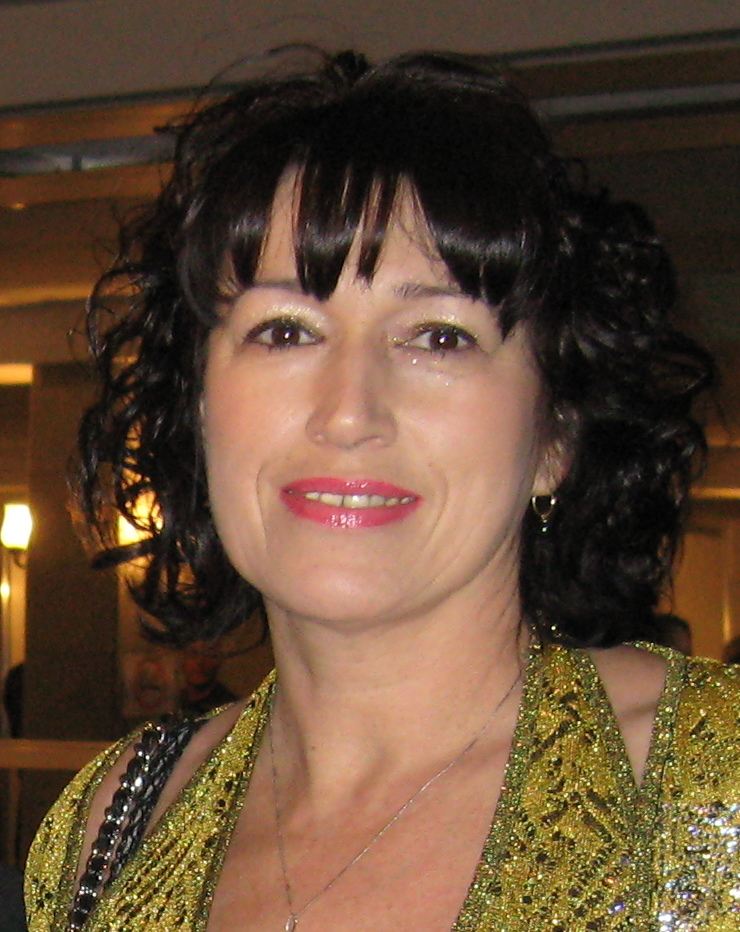
Olha Bryshina – Siegerin der Spiele von 1988 – errang die Silbermedaille

Für das Finale hatten sich zwei Athletinnen aus dem Vereinten Team qualifiziert. Hinzu kamen jeweils eine Läuferin aus Frankreich, Jamaika, Kanada, Kolumbien, den USA und Großbritannien.
Die Olympiasiegerin von 1988 Olha Bryshina, damals für die UdSSR, jetzt für das Vereinte Team am Start, war im Finale dabei und zählte zu den Medaillenkandidatinnen. Eindeutige Favoritin auf den Olympiasieg war jedoch die französische Weltmeisterin Marie-José Pérec. Weitere Anwärterinnen auf vordere Platzierungen waren die US-Amerikanerin Jearl Miles, WM-Fünfte von 1991, und die Kolumbianerin Ximena Restrepo, WM-Sechste. Miles schied allerdings im Halbfinale aus. Auch Vizeweltmeisterin Grit Breuer aus Deutschland wäre sicherlich eine Medaillenkandidatin gewesen. Doch wie ihre Trainingskollegin Katrin Krabbe war sie des Dopingmissbrauchs überführt und gesperrt worden.
Im Finale ging die Britin Phylis Smith das Rennen sehr schnell an und lag nach der ersten Kurve in Front. Bei Streckenhälfte zog Bryshina an ihr vorbei. In der letzten Kurve verschoben sich die Positionen noch einmal deutlich. Smith fiel immer weiter zurück und Pérec schloss zu Bryshina auf. Ziemlich gleichauf kamen beide auf die Zielgerade. Knapp hinter ihnen lagen die Kanadierin Jillian Richardson-Briscoe und Restrepo. Das größte Stehvermögen hatte Pérec. Sechzig Meter vor dem Ziel ging sie an Bryshina vorbei und erkämpfte sich einen kleinen Vorsprung, den sie nicht mehr abgab. So errang Marie-José Pérec nach ihrem WM-Titel auch den Olympiasieg. Olha Bryshina konnte ihren zweiten Platz verteidigen. In den Kampf um Bronze griff die für das Vereinte Team laufende Olga Nasarowa noch mit ein, sie machte auf den letzten hundert Metern sehr viel Boden gut, konnte jedoch Ximena Restrepo nicht mehr ganz erreichen. Fünfte wurde Jillian Richardson-Briscoe, Rang sechs belegte die US-Amerikanerin Rochelle Stevens.
Ximena Restrepo gewann die erste Medaille für ihr Land Kolumbien überhaupt.

## Videolinks
- Women's 400m Final Barcelona Olympics 1992, youtube.com, abgerufen am 14. Februar 2018
- Marie-José Pérec - Women's 400m Final - 1992 Olympic Games, youtube.com, abgerufen am 23. Dezember 2021